# Premio The Best FIFA de 2021
Los The Best FIFA Football Awards™, que se celebraron por sexta vez el 17 de enero de 2022, honran anualmente a los miembros más destacados del deporte más popular del mundo. El 22 de noviembre, la FIFA dio a conocer las listas de nominados a los premios.

## Categoría masculina

### Mejor jugador
| 1      | Robert Lewandowski | Bayern de Múnich                      | 48 |
| 2      | Lionel Messi       | F. C. Barcelona / Paris Saint-Germain | 44 |
| 3      | Mohamed Salah      | Liverpool F.C.                        | 39 |
| Top-11 |                    |                                       |    |
| 4      | Karim Benzema      | Real Madrid C.F.                      | 30 |
| 5      | N'golo Kanté       | Chelsea F.C.                          | 24 |
| 6      | Jorginho           | Chelsea F.C.                          | 24 |
| 7      | Cristiano Ronaldo  | Juventus / Manchester United          | 23 |
| 8      | Kylian Mbappé      | Paris Saint-Germain                   | 16 |
| 9      | Kevin de Bruyne    | Manchester City                       | 11 |
| 10     | Neymar             | Paris Saint-Germain                   | 10 |
| 11     | Erling Haaland     | Borussia Dortmund                     | 7  |

### Mejor entrenador
| Posición | Nombre          | Equipo(s) entrenados             | Puntos |
| -------- | --------------- | -------------------------------- | ------ |
| 1        | Thomas Tuchel   | Chelsea F.C.                     | 28     |
| 2        | Roberto Mancini | Italia                           | 15     |
| 3        | Pep Guardiola   | Manchester City                  | 14     |
| 4        | Lionel Scaloni  | Argentina                        | 7      |
| 5        | Hansi Flick     | Bayern Múnich Alemania           | 6      |
| 6        | Diego Simeone   | Atlético de Madrid               | 1      |
| 7        | Antonio Conte   | Inter de Milán Tottenham Hotspur | 1      |

### Mejor portero
| Pos. | Portero              | Club (es)                       | Puntos |
| ---- | -------------------- | ------------------------------- | ------ |
| 1    | Édouard Mendy        | Chelsea F.C.                    | 24     |
| 2    | Gianluigi Donnarumma | A. C. Milan Paris Saint-Germain | 24     |
| 3    | Manuel Neuer         | F.C. Bayern                     | 12     |
| 4    | Alisson              | Liverpool                       | 8      |
| 5    | Kasper Schmeichel    | Leicester City                  | 4      |

### Máximo goleador internacional
Cristiano Ronaldo fue galardonado con el Premio Especial The Best de la FIFA tras haberse convertido en el máximo goleador de la historia del fútbol masculino de selecciones.
| Pos. | Jugador           | Club (es)              | Goles internacionales |
| ---- | ----------------- | ---------------------- | --------------------- |
| 1    | Cristiano Ronaldo | Manchester United F.C. | 115                   |

## Categoría femenina

### Mejor jugadora
| Pos. | Jugador                | Club (es)       | Puntos |
| ---- | ---------------------- | --------------- | ------ |
| 1    | Alexia Putellas        | FC Barcelona    | 52     |
| 2    | Sam Kerr               | Chelsea F.C     | 38     |
| 3    | Jennifer Hermoso       | FC Barcelona    | 33     |
| 4    | Vivianne Miedema       | Arsenal         | 30     |
| 5    | Christine Sinclair     | Portland Thorns | 28     |
| 6    | Aitana Bonmatí         | FC Barcelona    | 26     |
| 7    | Lucy Bronze            | Manchester City | 16     |
| 8    | Magdalena Eriksson     | Chelsea F.C     | 15     |
| 9    | Caroline Graham Hansen | FC Barcelona    | 12     |
| 10   | Pernille Harder        | Chelsea F.C     | 10     |

### Mejor entrenador
| Posición | Nombre            | Equipo(s) entrenados    | Puntos |
| -------- | ----------------- | ----------------------- | ------ |
| 1        | Emma Hayes        | Chelsea F.C.            | 22     |
| 2        | Lluís Cortés      | FC Barcelona            | 19     |
| 3        | Sarina Wiegman    | Países Bajos Inglaterra | 14     |
| 4        | Bev Priestman     | Canadá                  | 13     |
| 5        | Peter Gerhardsson | Suecia                  | 4      |

### Mejor portera
| Pos. | Portero           | Club (es)                                    | Puntos |
| ---- | ----------------- | -------------------------------------------- | ------ |
| 1    | Christiane Endler | Paris Saint-Germain F. C. Olympique Lyonnais | 26     |
| 2    | Ann-Katrin Berger | Chelsea F.C.                                 | 20     |
| 3    | Stephanie Labbé   | FC Rosengård Paris Saint-Germain F. C.       | 14     |
| 4    | Hedvig Lindahl    | Atlético de Madrid                           | 7      |
| 5    | Alyssa Naeher     | Chicago Red Stars                            | 5      |

### Máxima goleadora histórica
Christine Sinclair fue galardonado con el Premio Especial The Best de la FIFA tras convertirse en la máxima goleadora en la historia del fútbol mundial (superando a cualquier otro jugador de categoría masculina o femenina).
| Pos. | Jugadora           | Club (es)          | Goles internacionales |
| ---- | ------------------ | ------------------ | --------------------- |
| 1    | Christine Sinclair | Portland Thorns FC | 188                   |

## Mejor gol del año
| Posición | Futbolista    | Club o Selección        | Oponente      | Fecha               | Total de votos |
| -------- | ------------- | ----------------------- | ------------- | ------------------- | -------------- |
| 1        | Erik Lamela   | Tottenham Hotspur F. C. | Arsenal F. C. | 14 de marzo de 2021 | 22             |
| 2        | Patrik Schick | República Checa         | Escocia       | 14 de junio de 2021 | 21             |
| 3        | Mehdi Taremi  | F. C. Porto             | Chelsea F. C. | 13 de abril de 2021 | 21             |

## FIFA FIFPro World XI
| Nombre               | Club(s)                                       |
| Portero              | Portero                                       |
| -------------------- | --------------------------------------------- |
| Gianluigi Donnarumma | - A. C. Milan - Paris Saint-Germain F. C.     |
| Defensas             |                                               |
| Rúben Dias           | Manchester City F. C.                         |
| Leonardo Bonucci     | Juventus F. C.                                |
| David Alaba          | - F. C. Bayern - Real Madrid C. F.            |
| Centrocampistas      |                                               |
| N'Golo Kanté         | Chelsea F. C.                                 |
| Jorginho             | Chelsea F. C.                                 |
| Kevin De Bruyne      | Manchester City F. C.                         |
| Delanteros           |                                               |
| Lionel Messi         | - F. C. Barcelona - Paris Saint-Germain F. C. |
| Robert Lewandowski   | F. C. Bayern                                  |
| Erling Haaland       | B. V. Borussia                                |
| Cristiano Ronaldo    | - Juventus F. C. - Manchester United F. C.    |

| Nombre             | Club(s)                                             |
| Portera            | Portera                                             |
| ------------------ | --------------------------------------------------- |
| Christiane Endler  | - Paris Saint-Germain F. C. F. - Olympique Lyonnais |
| Defensas           |                                                     |
| Lucy Bronze        | Manchester City W. F. C.                            |
| Wendie Renard      | Olympique Lyonnais                                  |
| Millie Bright      | Chelsea F. C.                                       |
| Magdalena Eriksson | Chelsea F. C.                                       |
| Centrocampistas    |                                                     |
| Estefanía Banini   | - Levante U. D. - Atlético de Madrid                |
| Carli Lloyd        | NJ/NY Gotham F. C.                                  |
| Barbara Bonansea   | Juventus F. C.                                      |
| Delanteros         |                                                     |
| Vivianne Miedema   | Arsenal W. F. C.                                    |
| Marta Vieira       | Orlando Pride                                       |
| Alex Morgan        | - Orlando Pride - San Diego Wave F. C.              |